# Foradada
Foradada là một đô thị trong tỉnh Lleida, cộng đồng tự trị Cataluña Tây Ban Nha. Đô thị Foradada có diện tích là 28,6 ki-lô-mét vuông, dân số năm 2009 là 188 người với mật độ 6,57 người/km². Đô thị Foradada có cự ly km so với tỉnh lỵ Lleida.